# Dash
Dash è la marca di un detersivo per lavatrice creato e commercializzato dall'azienda Procter & Gamble, fondata nel 1837 da due europei emigrati negli Stati Uniti.

## Storia
Dash nasce come detersivo in polvere negli Stati Uniti: lanciato sul mercato americano negli anni Cinquanta, scomparirà nei primi anni Novanta.
Il detersivo fu lanciato in Europa negli anni Sessanta: in particolare, è stato inizialmente commercializzato in Francia nel 1962. In Italia il prodotto giunse nel 1965, prodotto nei laboratori Procter & Gamble di Pomezia, per poi venire immesso in commercio dalla Exportex S.p.A. I laboratori di Pomezia erano gli stessi dove veniva prodotto il detersivo Tide, dell'omonima società, poi scomparso agli inizi degli anni Settanta dopo un calo di vendite provocato da una infelice scelta pubblicitaria: volendo esaltarne il potere detergente, la Tide adottò lo slogan «Candeggia mentre lava», che portò molti potenziali clienti a pensare che contenesse candeggina e dunque cloro.
Nel 1982 al posto del fustino cilindrico ne viene introdotto un tipo a forma di parallelepipedo, che consentiva un miglior utilizzo dello spazio. Il 1987 il Dash cominciò ad essere prodotto anche in forma liquida, con la famosa "pallina dosatrice" nota come "Dosadash", un contenitore di forma sferica che, riempito del detergente, veniva posto direttamente nel cestello della lavatrice; in tale modo il liquido non andava versato nell'apposito dispensatore e non veniva sprecato. Nel 1990, invece, compare uno dei primi detersivi concentrati, che produceva la stessa azione lavante con un dosaggio minore e consentendo quindi l'uso di un confezionamento più piccolo, in grado di offrire maggiore praticità di trasporto e di stoccaggio. Nel 2000 Dash lancia le tavolette di detersivo già dosate, mentre è del 2010 l'introduzione del formato "ecodosi", costituito da capsule in plastica (pod) con detersivo liquido già dosato nella corretta quantità.
Nello stesso anno nasce il primo progetto sociale lanciato dal marchio: Dash Missione Bontà - 1000 lire per un mattone, per aiutare i bambini del Kenya, che ingaggia come testimonial il cantante Adriano Celentano. Altre campagne analoghe, negli anni successivi,  verranno condotte in favore dell'Etiopia, dell'Angola e dei bambini in ospedale.

## Pubblicità
Nella fase di lancio del Dash in Italia, per diverso tempo il testimonial è stato il presentatore Mike Bongiorno.
Una campagna pubblicitaria che è rimasta impressa nella memoria dei consumatori è quella nella quale il testimonial, l'attore Paolo Ferrari, tentava inutilmente di far accettare al cliente di un supermercato lo scambio di un fustino di Dash con due fustini di un detersivo generico. La campagna, iniziata nei primi anni Settanta, è proseguita con altri testimonial fino ai primi anni Novanta.

A partire dagli anni Settanta il detersivo Dash è diventato uno dei prodotti più conosciuti dagli italiani, grazie anche all'indovinato slogan pubblicitario: 